# Коледжі об'єднаного світу
Коледжі об'єднаного світу (англ. United World Colleges (UWC)) — це:
- Міжнародна освітня організація, із штаб-квартирою у Лондоні, яка опікується:
  - учнями, які прагнуть до об'єднання Світу;
  - світовою мережею шкіл та коледжів, в яких вони навчаються;
  - мережею національних комітетів, які сприяють бажаючим стати учнями цих шкіл.
- Міжнародний освітній рух, спрямований на створення нового світу, побудованого на взаємній повазі, прагненні до мирного співіснування і до співробітництва.
- Мережа міжнародних навчальних закладів і національних комітетів, основним завданням яких є виховання і навчання майбутніх громадян об'єднаного світу.

## Коротка історія
Перший із Коледжів об'єднаного світу — Атлантичний Коледж (англ. United World College of the Atlantic), розташований у замку Сант-Донатс (укр. Св. Донатс), що поблизу міста Ллантвіт-Мейджор у Долині Гламорган, Південний Уельс, був заснований відомим німецьким освітянином Куртом Ханом. Курт Хан на той час вже прославився створенням однієї з найпрестижніших європейських шкіл — Школи замку Залем, що у Залемі, Земля Баден-Вюртемберг, а також, освітньої організації та ряду престижних і всесвітньо відомих шкіл в Уельсі та у Шотландії.
Основним замислом Хана було створити коледж для навчання хлопчиків і дівчаток у віці від 16 до 20. Основними критеріями для відбору учнів передбачалися особиста мотивація і потенціал учня незалежно від будь-яких соціальних, економічних і культурних чинників. Для відбору молодих людей із економічно і соціально незахищених верств населення передбачалося створити систему стипендій.
Станом на 01.09.2019 до мережі Коледжів об'єднаного світу входять 18 міжнародних коледжів, розташованих у 17-ти країнах світу, та національні комітети «Коледжів об'єднаного світу», розташовані більше, ніж у 155 країнах. За роки існування мережі дипломи отримали більше 60 000 майбутніх будівничих об'єднаного світу. Щорічно у коледжах навчається більше 9 500 учнів.

### Президенти UWC
У 1967 першим президентом Коледжів об'єднаного світу став лорд Маунтбеттен, який і увів у термінологію цю назву.
1978 президентом стає Його Величність принц Уельський.
У 1995 президентські повноваження розділили її Величність, королева Йорданії Нур аль-Хусейн та південноафриканський борець проти апартеїду, правозахисник, політик та юрист, президент Південно-Африканської республіки, Нельсон Мандела.
1999 президент Нельсон Мандела стає почесним президентом UWC, повноваження якого завершилися у зв'язку із його смертю у 2013. Нині президентом є Її Величність, королева Йорданії Нур аль-Хусейн.

## Школи і коледжі
Нижче наведені Коледжі об'єднаного світу у хронологічній послідовності отримання ними статусу шкіл UWC:
| Назва                                                            | Розташування                                   | Статус UWC (засновано) | Країна               |
| ---------------------------------------------------------------- | ---------------------------------------------- | ---------------------- | -------------------- |
| Атлантичний коледж об'єднаного світу                             | Замок Сант-Донатс, Ллантвіт-Мейджор, Уельс     | 1962                   | Велика Британія      |
| Коледж об'єднаного світу Лестера Пірсона                         | Метчосін, Велика Вікторія, Британська Колумбія | 1974                   | Канада               |
| Південно-Східноазійський коледж об'єднаного світу                | Сінгапур                                       | 1975 (1971)            | Сінгапур             |
| Південноафриканський коледж об'єднаного світу Вотерфорд Камхлаба | Мбабане                                        | 1981 (1963)            | Есватіні             |
| Західноамериканський коледж об'єднаного світу Арманда Гаммера    | Монтесума, штат Нью-Мексико                    | 1982                   | США                  |
| Адріатичний коледж об'єднаного світу                             | с. Дуїно, провінція Трієст                     | 1982                   | Італія               |
| Сільськогосподарський коледж об'єднаного світу Сімона Болівара   | Штат Баринас                                   | 1988 (1986)            | Венесуела            |
| Гонконзький коледж об'єднаного світу Лі По Чуна                  | Ву-Кай-Ша, Гонконг                             | 1992                   | КНР, Гонконг         |
| Коледж об'єднаного світу Нордичного Червоного хреста             | Флекке, Согн-ог-Ф'юране                        | 1995                   | Норвегія             |
| Індійський коледж об'єднаного світу Махіндри                     | Хубавалі, Пуне, штат Махараштра                | 1997                   | Індія                |
| Костариканський коледж об'єднаного світу                         | Санта-Ана, провінція Сан-Хосе                  | 2006 (2000)            | Коста-Рика           |
| Коледж об'єднаного світу в Мостарі                               | Мостар, Герцеговинсько-Неретванський кантон    | 2006                   | Боснія і Герцеговина |
| Маастрихтський коледж об'єднаного світу                          | Маастрихт, провінція Лімбург                   | 2009 (1984)            | Нідерланди           |
| Коледж об'єднаного світу Роберта Боша                            | Фрайбург, земля Баден-Вюртемберг               | 2014                   | Німеччина            |
| Діліжанський коледж об'єднаного світу                            | Діліжан, марз Тавуш                            | 2014                   | Вірменія             |
| Китайський коледж об'єднаного світу Чаншу                        | Чаншу, провінція Цзянсу                        | 2015                   | КНР                  |
| Таїландський коледж об'єднаного світу                            | Теп Кассаттрі, чангнват Пхукет                 | 2016 (2008)            | Таїланд              |
| Азійська міжнародна школа Каруїдзава Коледжів об'єднаного світу  | Каруїдзава, префектура Наґано                  | 2017 (2014)            | Японія               |
| Східноафриканський коледж об'єднаного світу                      | Моші, регіон Кіліманджаро Аруша, регіон Аруша  | 2019 (1969)            | Танзанія             |

## Національні комітети
Ідеї та цінності міжнародного руху за об'єднання Світу доносять до учнівської молоді більше 3 000 волонтерів, які працюють у Національних комітетах Коледжів об'єднаного світу, розташованих більше, ніж у 150 країнах. Основними завданнями такої діяльності є:
- виявлення гарячих прихильників ідеї та пошановувачів цінностей цього руху і надання допомоги їм у прийомі до Коледжів об'єднаного світу;
- відбір найдостойніших кандидатур серед бажаючих на конкурсній основі;
- надання фінансової допомоги обраним претендентам у разі обмежених матеріальних і фінансових можливостей їх сімей.

Більше 65 % учнів UWC, відібраних через систему національних комітетів, отримують повну чи часткову стипендію, що дозволяє вступити до коледжу будь-кому з претендентів незалежно від його статків, хто має потенціал до навчання і успішно пройшов конкурсні програми. У випадках, коли надається стипендія у розмірі 100 %, вона повністю покриває витрати на навчання, проживання та харчування учня.
Конкурсні програми мають незначні відмінності залежно від країни розташування Національного комітету, однак, їх усі об'єднує один принцип — перемагають найдостойніші. Рішення національних комітетів мають рекомендаційний характер. Остаточне рішення про прийом претендента приймається у конкретному коледжі, до якого його рекомендували з Національного комітету.

### Український національний комітет
Український національний комітет має назву «UWC Україна» і розташований у місті Києві. Голова Національного комітету Олена Янчук. Комітет опікується учнями 10 чи 11 класів у віці 16-18 років станом на 10 вересня і які є громадянами України. Сюди також входять і учні з тимчасово окупованих територій України, які є громадянами України.
На сайті комітету розміщена інформація щодо оголошеного відбору на 2019 навчальний рік та основні критерії відбору. У інформації подано назви коледжів та орієнтовний розмір можливих стипендій, який надають переможцям конкурсної програми на навчання у кожному з них цього року.

## Видатні та відомі випускники і учні
| Фото                        | Прізвище         | Опис | Країна        |
|                             | Христя Фріланд   | Журналіст, політик, публіцист, депутат парламенту Канади (2013-2015), Міністр міжнародної торгівлі Канади (2015-2017), Міністр закордонних справ Канади (2017-) | Канада        |
| Президент Ботсвани Ян Кхама | Ян Кхама         | Четвертий президент Ботсвани (2008-2018) | Ботсвана      |
|                             | Віллем-Олександр | Король Нідерландів (2013-) | Нідерланди    |
|                             | Марина Катена    | Лейтенант італійських збройних сил, директор французького підрозділу Світової продовольчої програми ООН                                                         | Італія        |
|                             | Карен Мок        | Китайська актриса та поп-співачка | Гонконг · КНР |
|                             | Тара Шарма       | Індійська актриса, співпродюсер та ведуча шоу «Тара Шарма», підприємець                                                                                         | Індія         |
|                             | Гілад Цукерман   | Ізраїльський мовознавець, професор | Ізраїль       |